# Coleophora bazae
Coleophora bazae is een vlinder uit de familie kokermotten (Coleophoridae). De wetenschappelijke naam is voor het eerst geldig gepubliceerd in 1978 door Glaser.
De soort komt voor in Europa.